# Air Japan

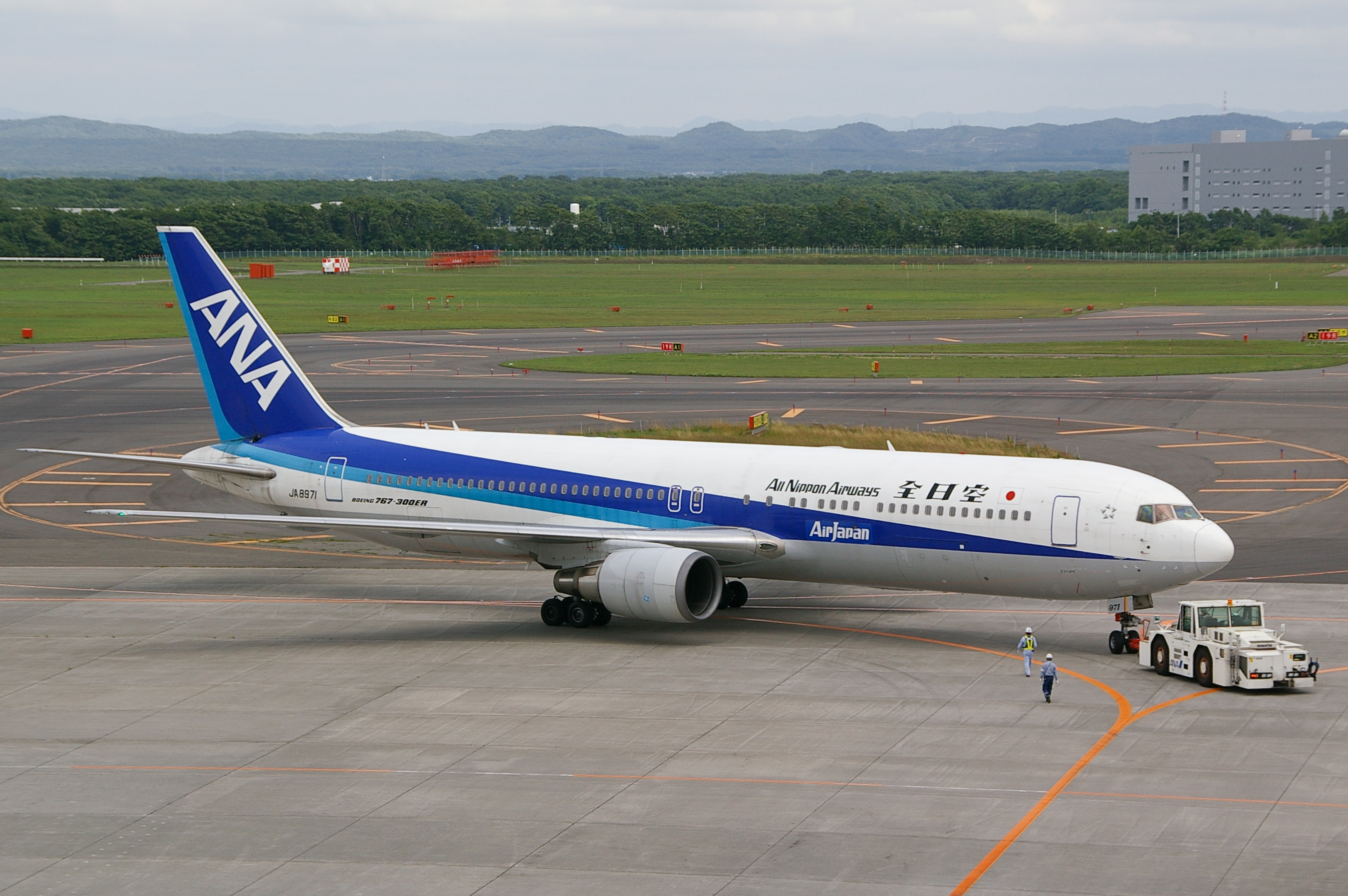
Boeing 767-300ER de All Nippon Airways en el Aeropuerto New Chitose.

Air Japan Co., Ltd. (株式会社エアージャパン Kabushiki-gaisha Eā Japan?) es una aerolínea chárter con base en Ōta, Tokio, Japón. Opera vuelos regulares bajo la marca ANA. No se debe confundir con Air Nippon, otra filial de ANA, o Japan Airlines (JAL), competidora de ANA. Su base de operaciones es el Aeropuerto Internacional Narita. Además de su sede, Air Japan también tiene oficinas en el Shiodome City Center en Minato, Tokio.

## Historia
Air Japan fue fundada como World Air Network el 29 de junio de 1990 y se convirtió en la aerolínea chárter de ANA, pero canceló sus operaciones en septiembre de 1995. En 2000, World Air Network fue rebautizada como Air Japan y retomó sus vuelos en 2001, siendo su primer vuelo el de Osaka a Seúl, Corea del Sur.

## Destinos
Air Japan opera a los siguientes destinos (en julio de 2025):
| País          | Ciudad   | Aeropuerto                    | Notas                 | Ref. |
| ------------- | -------- | ----------------------------- | --------------------- | ---- |
| Japón         | Tokio    | Narita International Airport  | Centro de operaciones |      |
| Singapur      | Singapur | Changi Airport                |                       |      |
| Corea del Sur | Seul     | Incheon International Airport |                       |      |
| Tailandia     | Bangkok  | Suvarnabhumi Airport          |                       |      |

Todas las rutas de pasajeros están en código compartido con All Nippon Airways.

## Flota
La flota de Air Japan consiste de las siguientes aeronaves (a 30 de diciembre de 2009):